# تبرزین بلند

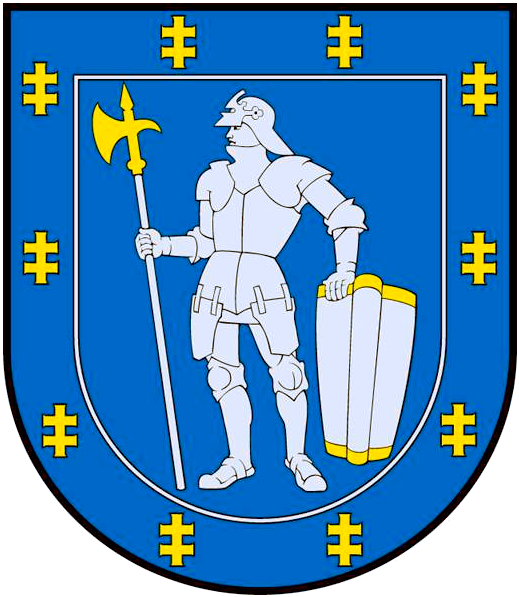
جنگجویی که یک تبرزین به دست دارد در نماد شهرستان آلیتوس

تبرزین بلند گونه ای از ابزارهای جنگی با دستهٔ بلند است که در قرون وسطی، پیاده‌نظام و شوالیه‌ها به فراوانی از آن استفاده می‌کرد.
ابزارهایی مانند تبرزین، ناچخ، تبر دانمارکی و باردیش هم وجود دارند که معمولاً با این نوع تبرزین اشتباه گرفته می‌شوند.
کاربرد تبرزین در اروپا به سدهٔ ۱۴ و ۱۵ میلادی بازمی‌گردد این تبرزین‌ها دستهٔ چوبی به درازای ۱٫۲ تا ۲ متر داشتند و یک سر فولادی داشتند البته در برخی موارد درازای دسته به ۲٫۴ متر نیز می‌رسید. طراحی بخش فولادی نیز در گذر زمان تغییر می‌کرد گاهی سری به شکل تبر و گاهی به شکل چکش داشت.